# Lagrangiana de Euler-Heisenberg
Na física, a lagrangiana de Euler-Heisenberg descreve a dinâmica não linear de campos eletromagnéticos no vácuo. Foi obtido por Werner Heisenberg e Hans Heinrich Euler em 1936. Ao tratar o vácuo como um meio, a lagrangiana prevê taxas de processos de interação de luz via eletrodinâmica quântica.

## Equação
A lagrangiana de Euler-Heisenberg leva em conta polarização do vácuo para um loop, e é válida para campos eletromagnéticos que mudam lentamente em comparação com o inverso da massa do elétron:
{\displaystyle {\mathcal {L}}=-{\mathcal {F}}-{\frac {1}{8\pi ^{2}}}\int _{0}^{\infty }\exp \left(-m^{2}s\right)\left[(es)^{2}{\frac {\operatorname {Re} \cosh \left(es{\sqrt {2\left({\mathcal {F}}+i{\mathcal {G}}\right)}}\right)}{\operatorname {Im} \cosh \left(es{\sqrt {2\left({\mathcal {F}}+i{\mathcal {G}}\right)}}\right)}}{\mathcal {G}}-{\frac {2}{3}}(es)^{2}{\mathcal {F}}-1\right]{\frac {ds}{s^{3}}}}
Aqui {\displaystyle m} é a massa do elétron, {\displaystyle e} a carga do elétron, {\displaystyle {\mathcal {F}}={\frac {1}{2}}\left(\mathbf {B} ^{2}-\mathbf {E} ^{2}\right)} e {\displaystyle {\mathcal {G}}=\mathbf {E} \cdot \mathbf {B} }.
No limite de campo fraco, isso se torna:
{\displaystyle {\mathcal {L}}={\frac {1}{2}}\left(\mathbf {E} ^{2}-\mathbf {B} ^{2}\right)+{\frac {2\alpha ^{2}}{45m^{4}}}\left[\left(\mathbf {E} ^{2}-\mathbf {B} ^{2}\right)^{2}+7\left(\mathbf {E} \cdot \mathbf {B} \right)^{2}\right]}
Ela descreve espalhamento entre dois fótons na eletrodinâmica quântica. Robert Karplus e Maurice Neuman calcularam a amplitude total, que é muito pequena.